# Anni Albers
Anni Albers (Berlín, actual Alemania, 12 de junio de 1899-Orange (Connecticut), 9 de mayo de 1994), de nacimiento Annieliese Fleischmann, fue una diseñadora textil, tejedora, pintora y diseñadora alemana, profesora de la Escuela de la Bauhaus.

## Biografía
Anneliese Fleischmann nació en Berlin-Charlottenburg en una familia acomodada de origen judío convertida al protestantismo. Su madre, Toni Fleischmann-Ullstein, provenía de una conocida familia judía alemana de editores, los Ullstein, y su padre, Siegfried Fleischmann, era un importante fabricante de muebles.
Durante su época escolar Anni recibió clases particulares de arte. En el libro "Ullsteinroman" (la novela de los Ullstein) Sten Nadolny dice que Anni era la más peligrosa para la familia Fleischmann, en el sentido de la más revolucionaria, que además era la más bonita y quería ser una artista bohemia.
Cuando tenía 17 años ingresó en el estudio de pintura y arquitectura de Martin Brandenburg en Berlín, donde a pesar de ser desalentada de continuar por parte de Oskar Kokoschka, se graduó con una educación artística de tres años. Posteriormente intentó acceder a la Escuela Superior de Bellas Artes de Dresde, pero no lo consiguió, y en 1919 se marchó y se matriculó en la Escuela Textil de la Escuela Superior de Arte de Hamburgo.

## Bauhaus
Finalmente en 1922 entró como estudiante en la Escuela de la Bauhaus de Weimar, donde hizo el curso preliminar con Georg Muche y Johannes Itten. Las mujeres no podían acceder a algunas disciplinas, por lo que Anni no pudo entrar en el taller de vidrio en su segundo año y tuvo que optar por el de tejido a cargo de Gunta Stölzl. El diseño textil de la Bauhaus se centró más en el campo práctico profesional durante esa década y para cuando concluyó sus estudios en el curso 1929/30, Annie ya había demostrado sobradamente su magisterio en esta área. Por ejemplo, creó un exitoso tejido insonoro, reflectante y lavable (hecho principalmente de algodón y celofán) específicamente para un auditorio musical.
En 1925 contrajo matrimonio con el artista y pedagogo Josef Albers, que ese mismo año, con el cambio de sede a Dessau, fue nombrado director de los cursos de iniciación del centro, y de quien tomó el apellido de casada. Desarrolló innovadores tejidos combinando propiedades de reflexión de la luz, absorción del sonido, durabilidad; varios de sus diseños fueron publicados y le encargaron la realización de diversos tapices. Durante un tiempo fue alumna de Paul Klee y tras la salida de Gropius de la Bahaus, el matrimonio Albers se trasladó a los alojamientos del profesorado junto a Klee y Vasili Kandinski. En esta época Annie comenzó a viajar, empezando por Italia y España.
En 1931 fue nombrada directora del área y fábrica de tejido de la escuela, como sustituta de Gunta Stölzl, y sería una de las profesoras en la sede de Dessau y de las pocas mujeres a cargo de un taller en la Bauhaus.
Tras la llegada de Hitler al poder en 1933 y el cierre de la Bauhaus por la presión del partido Nazi, Anni y su marido se exiliaron a Estados Unidos invitados por Philip Johnson para impartir clases en Carolina del Norte durante diez años (de 1939 a 1949). Durante estos años Anni participó en exposiciones y escribió artículos sobre diseño. En 1949 se convirtió en la primera diseñadora en realizar una exposición monográfica en el Museo de Arte Moderno de Nueva York.
Desde 1936, Anni Albers junto a su esposo realizaron obras que narran su devoción por las culturas prehispánicas en Latinoamérica, así como la enorme influencia que los catorce viajes realizados a México, Cuba, Perú y Chile, ejercieron en la obra y la vida de la pareja. Entre los trabajos de Anni Albers, destacan los estudios preparatorios y tapices realizados en los años centrales de su carrera, donde se aprecia la influencia textil del Perú y México prehispánico. En Perú la artista encuentra una de las más altas culturas textiles conocidas, donde los hilos se cuentan entre los primeros transmisores de significado. Al cabo de una vida diseñando tejidos a mano, Anni Albers empezó a ensayar el grabado en los años sesenta, así como la creación de joyas, inspirada en el tesoro de Monte Albán, Oaxaca.
Tras dejar la docencia, en 1949 la pareja se mudó a Connecticut y Anni trabajó por libre, dedicándose a su propia fabricación y diseños textiles, aunque también lo haría en ciertos periodos para diversas firmas como Florence Knoll, entre otras. Durante la década de los 50 Anni trabajó en diseños textiles fabricados en serie, creando la mayoría de sus tejidos pictóricos, y publicó artículos y una colección con sus escritos.
En 1963 en el Taller de litografía Tamarind, en Los Ángeles, fue invitada a experimentar con las técnicas de estampación, interesándose por la litografía y el serigrafiado.
El trabajo de Anni todavía tiene presencia en muchos de los patrones, colores y diseños que hoy se utilizan en la industria textil debido a que ella convirtió en arte la tradición artesana de la tejeduría, creando lo que ella denominó "tejidos pictóricos". Aprovechándose de los nuevos tejidos sintéticos, Anni Albers consiguió dar una gran plasticidad a sus creaciones.

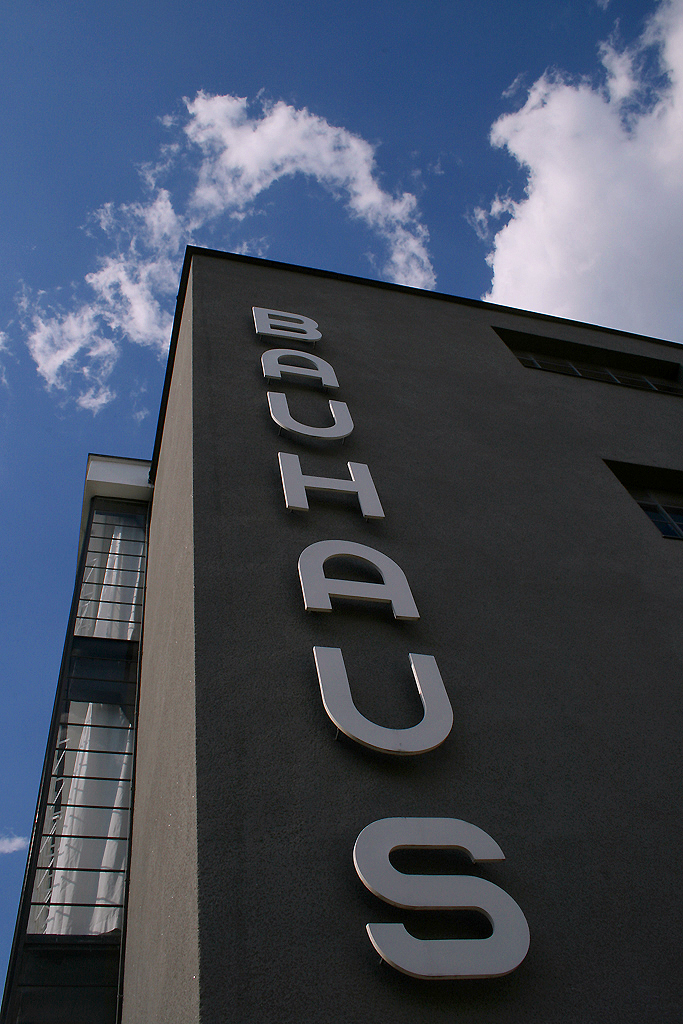
La Bauhaus de Dessau

## Obras

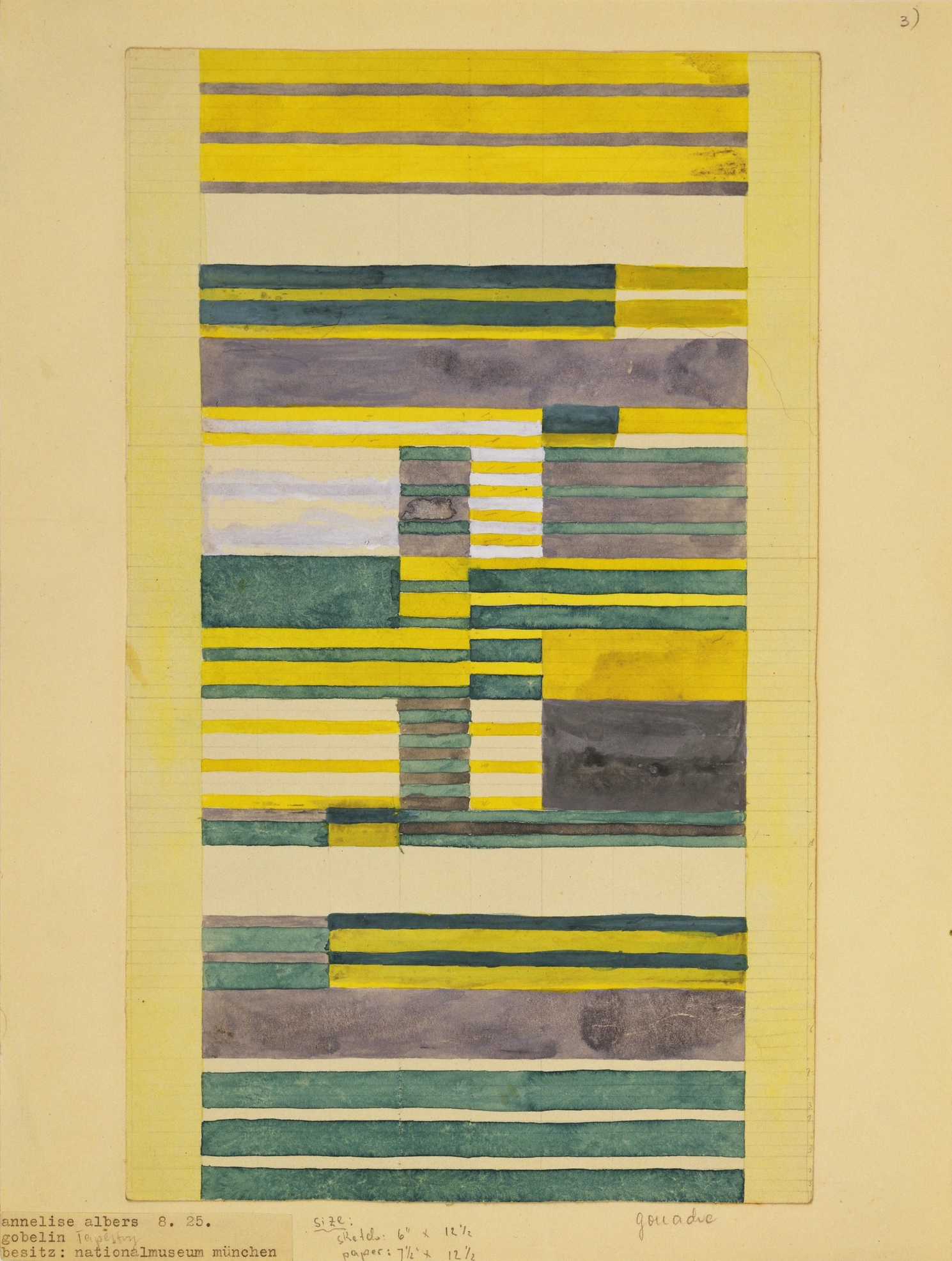
1925
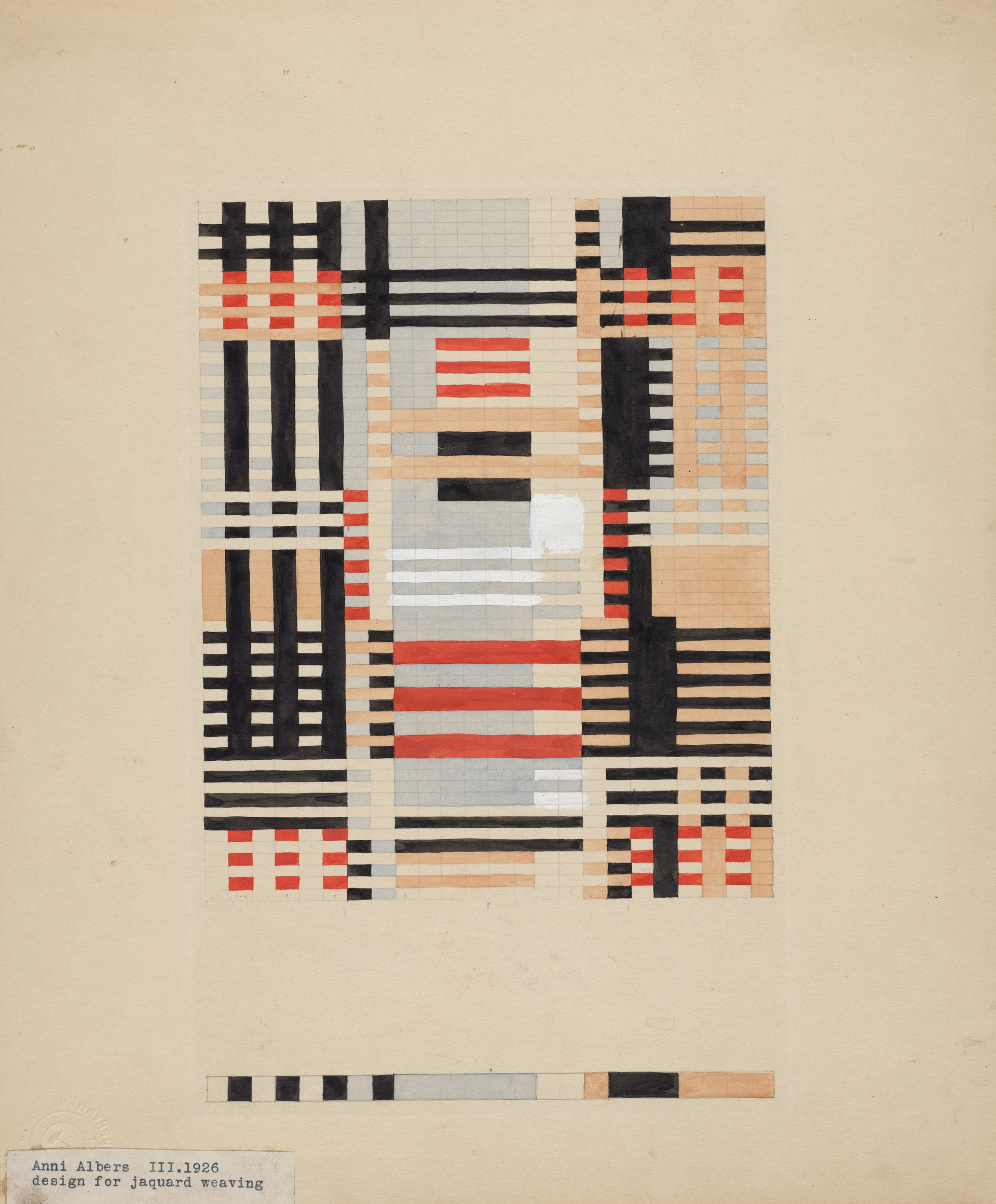
1926
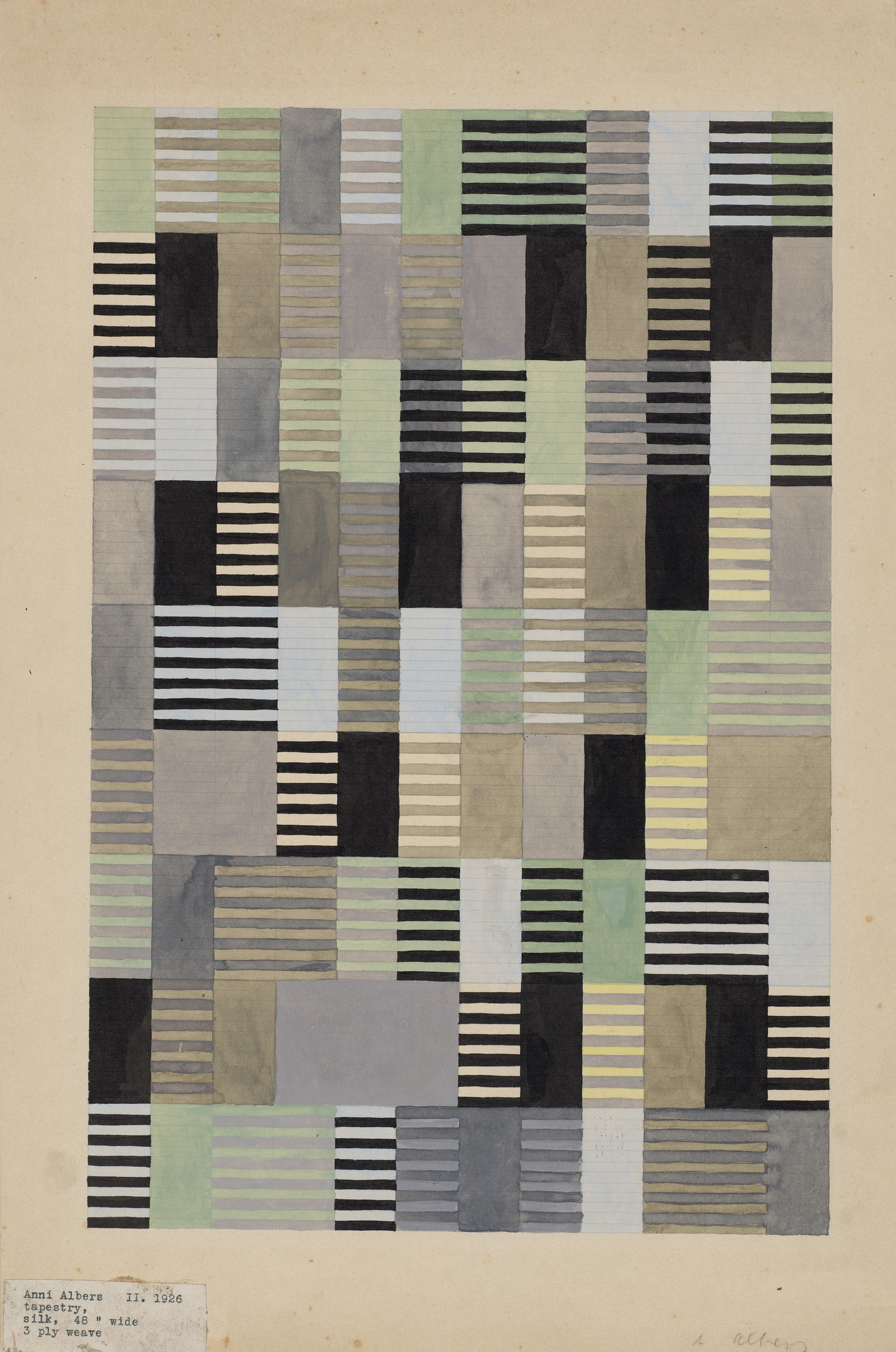
1926
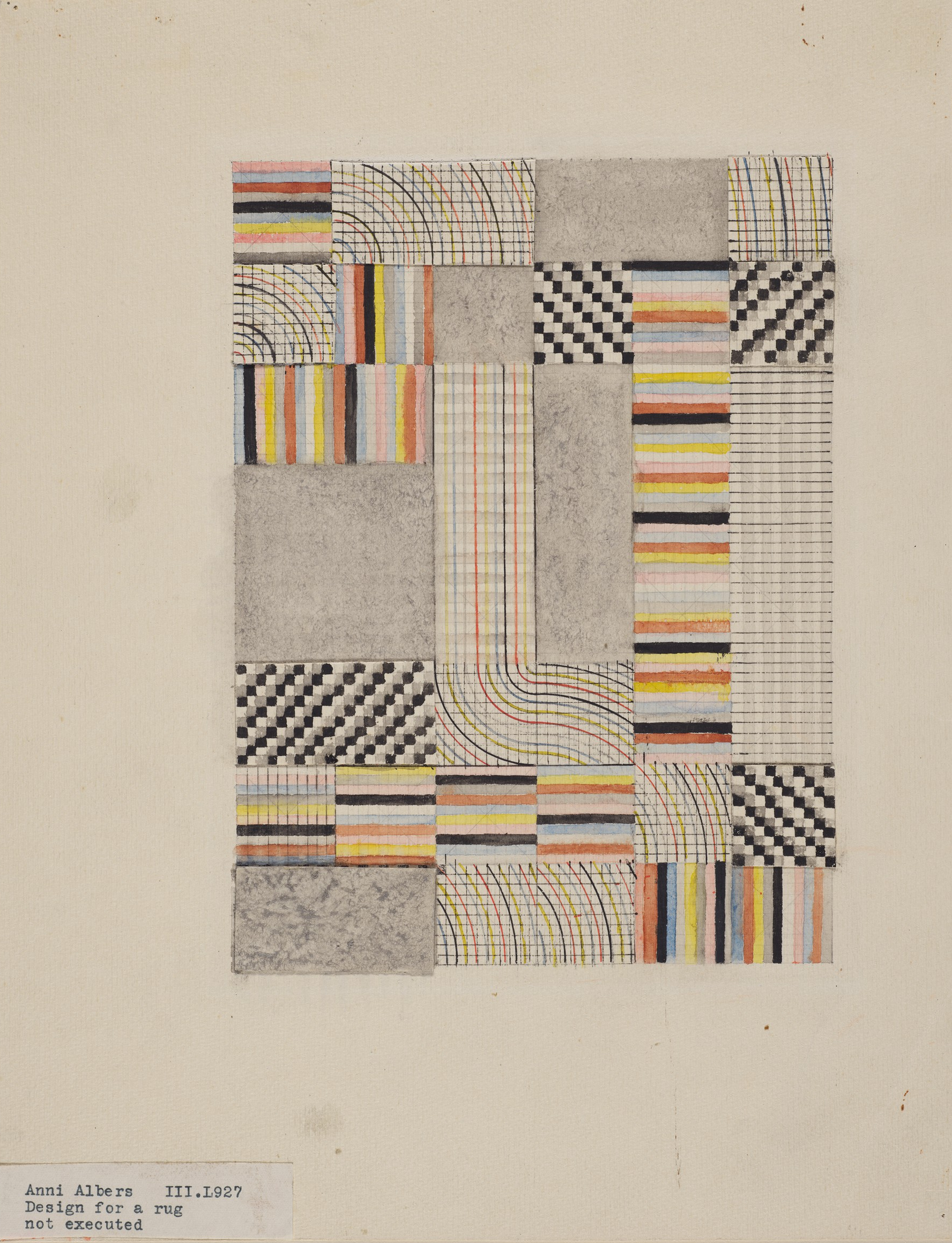
1927
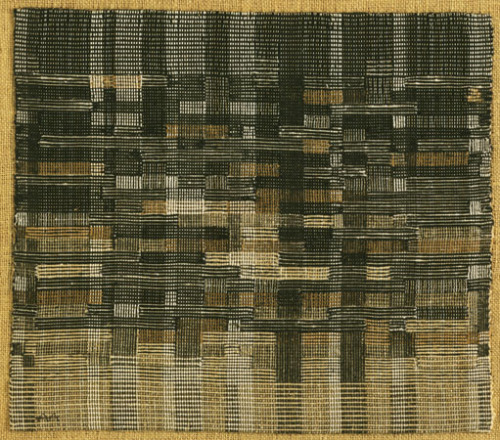
1948
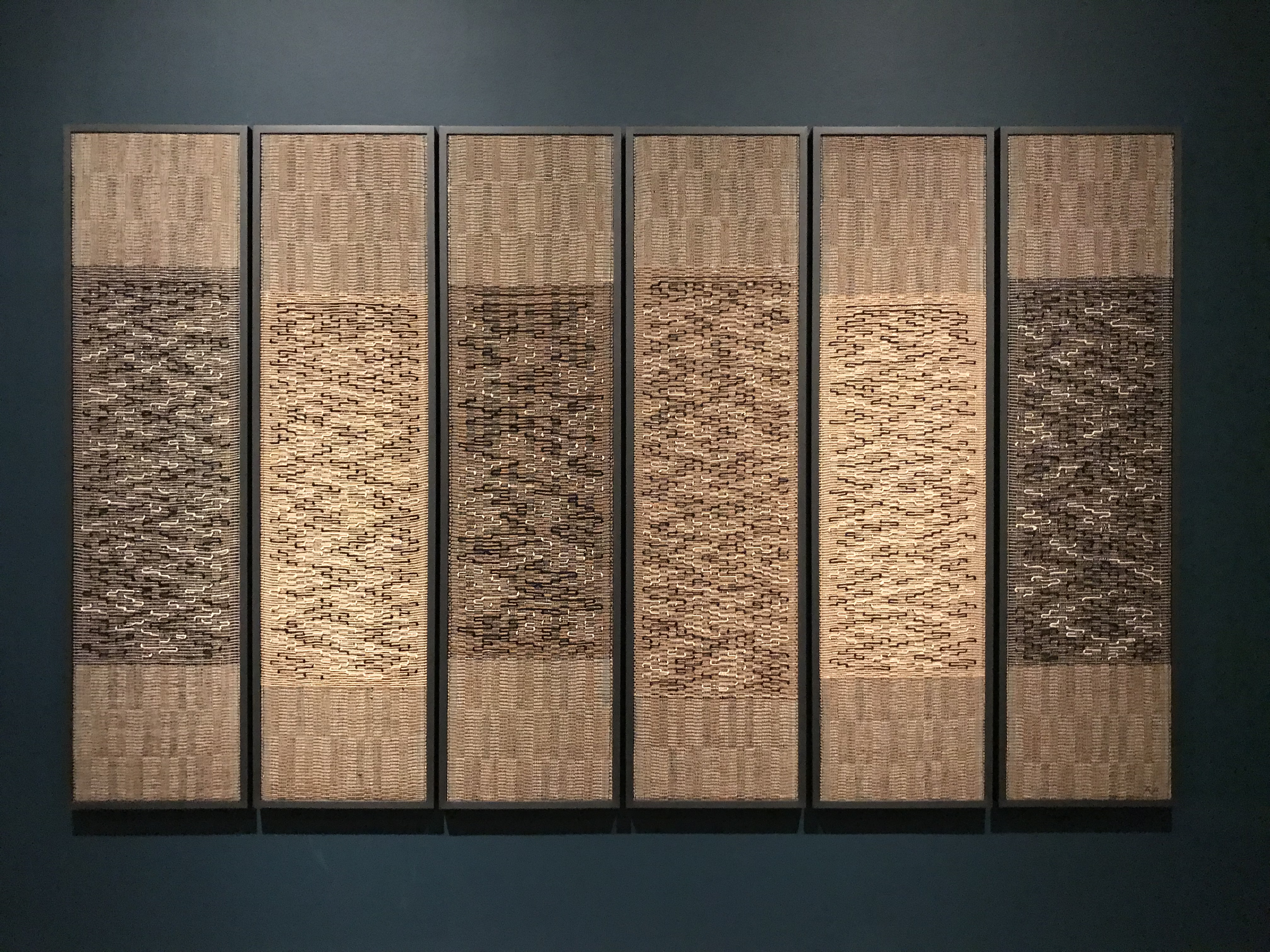
1965

## Exposiciones
Los trabajos de Albers han sido objeto de exposición en al menos 111 exposiciones públicas, de las cuales 52 han sido individuales. Entre las más importantes está su exposición en el MoMA en 1949, al ser la primera exposición individual de una artista textil en este museo.
Algunas otras que se pueden mencionar son:
- 1941. Anni Albers and Alex Reed: Exhibition of Necklaces. Willard Gallery, NY.
- 1949. Anni Albers Textiles. Museo de Arte Moderno de Nueva York.[9]
- 1959. Anni Albers: Pictorial Weavings. MIT.[10]
- 1977. Anni Albers: Prints and Drawings. Brookling Museum.
- 1985. The woven and graphic arts of Anni Albers. Rendwick Gallery, Washington D. C. / Yale University art Gallery.
- 2017. Anni Albersː Tocar la vista. Museo Guggenheim Bilbao (España)[11]

## Reconocimientos
- 1961. El Instituto Americano de Arquitectos (AIA) le concedió la Medalla de Oro por su trabajo artesanal.
- Medalla de Oro a la artesanía consumada del American Crafts Council 1981.[12]